# Тубба
Народ Тубба (араб. تُبّْع‎) — в Коране: народ не принявший посланного к ним пророка и погубленного за это.
Народ Тубба упоминается в суре «Дым». В ответ на нападки неверующих Аллах говорит пророку Мухаммаду: «Они ли лучше или народ Тубба и те, которые раньше? Их Мы погубили, ведь они были грешниками». Народ Тубба был погублен за неверие, как были погублены адиты, самудяне, мадйаниты. В суре «Каф» Аллах говорит: «…и сад, и Фир’аун, и братья Лута, и обитатели аль-Айки, и народ Тубба — все сочли лжецами посланников, и сбылась Моя угроза».
Согласно мусульманскому преданию слово тубба — титул (нечто вроде «царь») правителей химйаритской династии, господствовавшей в Йемене в IV—VI веков. Предание называет Туббой царя Абу Кариба Асада, по прозвищу аль-Камиль («Совершенный»,), который правил в конце IV — начале V в. По одной из версий, он принял иудаизм, а по другой он был убит своим народом, который отказался принять единобожие.
Во времена пророка Мухаммада термином тубба называли некоего чужеземного аравийского царя, который некогда совершил поход в Хиджаз, но был отогнан. Точно установить, кто имелся в виду в коранических аятах не представляется возможным. Первые комментаторы Корана не предлагали никаких отождествлений. Среди них шёл спор о том был ли Тубба посланником к своему народу, был ли он верующим. Выражение «народ Тубба» могло означать нечто подобное «народу Нуха», а Тубба — пророк, или аналогичное «Фир’аун и его войско», тогда Тубба — неправедный тиран вроде Фир’ауна (фараона). Постепенно толкователи Корана склонились к тому, что Тубба был праведником.
Среди возможных прототипов Туббы назывался Абу Кариб Ас’ад. Возможно в Коране имеется в виду предание о походе некоего аравийского царя в Хиджаз. Царь мог быть из Йемена или и из Северной Аравии. Аллах остановил поход и помог разбить врага. Об этом и напоминает Коран, объясняя поражение народа Тубба волей Аллаха и тем, что этот народ был неверующим и не послушал увещеваешого пророка.